# 伊東祐鐘
伊東 祐鐘（いとう すけあつ）は、江戸時代中期の大名。日向国飫肥藩の第10代藩主。

## 略歴
第9代藩主・伊東祐福の長男として江戸にて生まれた。天明元年（1781年）、父の死去により跡を継いだ。藩政改革に着手し「杉方部一法」という山林・植林制度を確立した。天明の大飢饉による農民救済と財政再建のため、寛政元年（1789年）、植木方の石那田実右衛門により大規模な植林が行われ、その収益を救民に充てた。
寛政10年（1798年）2月14日、27歳で死去。家督は長男・祐民が継いだ。

## 系譜
父母
- 伊東祐福（父）
- 貞 ー 中川久貞の娘（母）

正室
- 稲葉弘通の娘

子女
- 伊東祐民（長男）生母は正室
- 伊東祐丕（次男）